# Метод резистивіметрії
Метод резистивіметрії (рос. метод резистивиметрии; англ. resistivity metering method, нім. Methode f der Resistivmetrie) — метод, який використовується для визначення місця перетікання сторонньої («чужої») води у свердловину через порушення герметичності експлуатаційної колони і ґрунтується на вимірюванні питомого опору води. За цим методом після ізоляції інтервалу перфорації викликається приплив сторонньої води шляхом зниження рівня рідини у свердловині. Відтак свердловина промивається для видалення зі стовбура цієї сторонньої води і заповнюється контрольною водою, солоність якої на 2-5 °Ве відрізняється від солоності сторонньої води (перерахунок на густину в кг/м3 здійснюється за формулою: ρ =145/(245 — °Ве), де °Ве — солоність в градусах Боме). Резистивіметром знімається контрольна крива зміни питомого опору контрольної води вздовж стовбура. Знову викликається приплив сторонньої води шляхом зниження рівня і аналогічно знімається друга крива. Зіставленням цих двох кривих зміни питомого опору визначається місце (глибина) припливу сторонньої води і, тим самим, місце порушення герметичності експлуатаційної колони.